# Kopfschale
Kopfschalen sind eine Sonderform der attischen Randschalen.
Der Begriff Kopfschalen wurde von John Boardman geprägt und ist in der Forschung umstritten. Anders als bei normalen Randschalen, wurden bei Kopfschalen Frauenköpfe und diese nur in Umrißzeichnungen auf der Schalenlippe wiedergegeben. Der Maler Epitimos stellt neben Frauen- auch Götterköpfe in dieser Weise dar. Andere Kopfschalenmaler- und Töpfer waren Hermogenes, Phrynos, der Epitimos-Maler und Sakonides.